# Робинсон, Джон Кливленд
Джон Кливленд Робинсон (John C. Robinson) (10 апреля 1817 — 18 февраля 1897) — американский кадровый офицер, участник многих войн, генерал добровольческой армии во время гражданской войны. Командовал дивизией при Геттисберге и Спотсильвейни, получил Медаль Почёта за ранение при Спотсильвейни. В 1869 году вышел в отставку в звании генерал-майора. Впоследствии служил вице-губернатором Нью-Йорка (1873—1874) и два срока президентом ветеранской организации «Великая армия республики».

## Ранние годы
Робинсон родился 10 апреля 1817 года в Бингемптоне, Нью-Йорк. В 1835 году он поступил в военную академию Вест-Пойнт, но 14 марта 1838 года был отчислен за нарушение субординации. Тогда Робинсон стал изучать право, но через год решил вернуться в армию и в октябре 1839 года был определён вторым лейтенантом в 5-й пехотный полк регулярной армии. В сентябре 1845 года он отправился в Корпус-Кристи, присоединился к армии генерала Скотта и стал полковым и бригадным квартирмейстером. В июне 1846 года он стал первым лейтенантом и принял участие в мексиканской войне, где отличился в сражении при Монтеррей. Так же он принимал участие в сражениях при Пало-Альто и при Ресака-де-ла-Пальма. Он снова служил квартирмейтером с 28 марта по 1 сентября 1847 и с 27 января 1849 по 12 августа 1850.
12 августа 1850 года он стал капитаном и затем служил в различных гарнизонах. В 1853—1854 он участвовал в нескольких столкновениях с индейцами-семинолами. В 1856 он участвовал в Третьей Семинольской войне.
После этих войн он был отправлен командовать гарнизоном форта Бриджер в Юте. В 1857—1858 во время Ютской войны он служил в лагере Кемп-Флойд. В эти годы он был одним из тех, кто подал петицию учредить масонскую ложу в Юте. Это было разрешено 6 марта 1859 года, и Робинсон стал первым мастером первой масонской ложи в Юте. В конце 1850-х он был направлен в Балтимор, где принял командование фортом Генри.

## Гражданская война
Когда началась гражданская война, Мэриленд был нейтральным штатом. Сторонники Юга задумывали захватить форт Макгенри, но Робинсон вовремя обеспечил переброску подкреплений в форт, чем сорвал эти замыслы. Вскоре его послали в Детройт на рекрутскую службу. В сентябре 1861 года он стал полковником 1-го Мичиганского пехотного полка. Той же осенью ему присвоили звание майора регулярной армии. Через несколько месяцев он командовал бригадой в Ньюпорт-Ньюс.
Так как армии не хватало офицеров, а у Робинсона имелся богатый боевой опыт, 30 апреля 1862 года президент присвоил ему звание бригадного генерала добровольческой армии. Его перевели в Потомакскую армию, где 12 мая он возглавил бригаду в дивизии Филипа Керни (бывшую бригаду Джеймсона). Он командовал этой бригадой во время кампании на полуострове, заслужив высокие оценки командования.
В том же году Робинсон командовал бригадой в ходе Северовирджинской кампании и участвовал во втором сражении при Булл-Ран. 27 августа в него попал осколок снаряда, но не причинил серьезного вреда. Бригада Робинсона вместе со всем корпусом пропустила Мерилендскую кампанию и не участвовала в сражении при Энтитеме. В декабре он участвовал в сражении при Фредериксберге, после чего возглавил 2-ю дивизию I корпуса (Бригады Адриана Рута, Генри Бакстера и Самуэля Леонарда) и командовал ею в сражении при Чанселорсвилле.

### Спотсильвейни
Утром 8 мая 1864 года корпус Уоррена двигался к Спотсильвейни, но наткнулся на кавалерию Уэсли Мерритта, который не мог сломить сопротивление кавалерии южан и запросил помощи у пехоты. Уоррен послал в бой дивизию Робинсона, за которой следовала дивизия Гриффина. Робинсон послал в первой линии бригаду Питера Лилля, во второй — мерилендскую бригаду Эндрю Дэнисона. В третьей линии шла бригада Ричарда Культера. Это были ветеранские, испытанные в боях полки, способные легко смять оборону кавалерии. Но южане не стали принимать бой, они дали один залп и отошли. В 08:00 федералы вышли на поле ферм Элсопа. В этом месте дорога раздваивалась, и Робинсон пошёл по левой дороге, а Гриффин — по правой. Северяне уже подумали, что армия Ли отступает к Ричмонду, и они имеют дело с его кавалерийскими арьергардами. Но кавалерия отступила до того места, где две дороги снова соединялись, образуя Развилку, и заняли позицию на высоте, известной как Лоурел-Хилл.
Уоррен приказал немедленно атаковать. Робинсон предупредил его, что бригада Лилля идет с отрывом от остальных бригад, и не стоит ли подождать, но Уоррен приказал атаковать как можно быстрее. Робинсон приказал Лиллю наступать, двигаясь вдоль Брок-Роуд. Правее Лилля развернулась бригада Бартлетта. Две бригады двинулись через поле Спиндла, пока не обнаружили впереди баррикады из бревен. По команде Стюарта дал залп 3-й Южнокаролинский и затем 2-й Южнокаролинский. Большая часть бригад Лилля рассыпалась и отступила под прикрытие леса. За бригадой Лилля шла мерилендская бригада Дэнисона, которую сопровождал сам Робинсон. Бригада попала под плотный огонь, при этом были ранены Робинсон и Дэнисон.
Робинсон был ранен мушкетной пулей в колено. Он смог верхом уехать в тыл, где его вывезли с поля боя. Джон Гиббон писал, что видел его лежащим на носилках на обочине дороги со сломанной ногой. 11 мая Робинсона доставили в госпиталь, где 15 мая у него удалили нижнюю треть бедренной кости. Через 3 месяца он доложил, что уже ограниченно готов к службе. В сентябре 1864 года он возглавил военный дистрикт Северный Нью-Йорк.

## Медаль Почета
28 марта 1894 года Робинсон получил Медаль Почёта за Спотсильвейни. Формально за то, что «возглавил бригаду во время атаки и был тяжело ранен».